# Lista do Patrimônio Mundial no Tajiquistão
A Organização das Nações Unidas para a Educação, a Ciência e a Cultura (UNESCO) propôs um plano de proteção aos bens culturais do mundo, através do Comité sobre a Proteção do Património Mundial Cultural e Natural, aprovado em 1972. Esta é uma lista do Patrimônio Mundial existente no Tajiquistão, especificamente classificada pela UNESCO e elaborada de acordo com dez principais critérios cujos pontos são julgados por especialistas na área. O Tajiquistão, pequeno país da Ásia Central outrora berço de relevantes culturas islâmicas, ratificou a convenção em 28 de agosto de 1992, tornando seus locais históricos elegíveis para inclusão na lista.
O bem Sítio proto-urbano de Sarazm foi o primeiro local do Tajiquistão incluído na lista do Patrimônio Mundial da UNESCO por ocasião da 34.ª Sessão do Comitè do Património Mundial, realizada em Brasília (Brasil) em 2014. Desde a mais recente adesão à lista, o Tajiquistão totaliza 4 sítios classificados como Patrimônio da Humanidade pela UNESCO, sendo 2 destes locais de classificação Cultural e os dois demais de classificação Natural. 

## Bens culturais e naturais
O Tajiquistão conta atualmente com os seguintes lugares declarados como Patrimônio da Humanidade pela UNESCO:
| | Sítio proto-urbano de Sarazm |
| Bem cultural inscrito em 2010. |                              |
| Localização: Sughd |                              |
| Sarazm significa "o início da terra" e é um sítio arqueológico que atesta a presença de assentamentos humanos sedentários na Ásia Central, desde o quarto milênio até o final do terceiro milênio antes da era cristã. Seus vestígios mostram a existência de um proto-urbanismo inicial na região. Este núcleo de povoamentos, um dos mais antigos de toda a Ásia Central, situa-se entre uma zona montanhosa própria para a criação de gado por pastores nómadas e um grande vale propício ao desenvolvimento da agricultura e irrigação por parte das primeiras populações sedentárias da a região. O sítio Sarazm é também um expoente da existência de intercâmbios materiais e culturais, bem como de ligações comerciais, entre as estepes da Ásia Central, o Turquemenistão, o planalto do Irão, o Vale do Indo e a costa do Oceano Índico. (UNESCO/BPI) |                              |

| | Parque Nacional Tayiko – Cordilheira do Pamir |
| Bem natural inscrito em 2013. |                                               |
| Localização: Gorno-Badaquexão |                                               |
| O sítio cobre uma área de mais de 2,5 milhões de hectares e está localizado no leste do Tajiquistão, no centro do chamado "Nó dos Pamirs", onde convergem as cadeias montanhosas mais altas do continente eurasiano. Os altiplanos abundam na parte oriental do local, enquanto as montanhas escarpadas predominam na parte ocidental, por vezes ultrapassando os 7.000 metros de altura. As variações sazonais de temperatura são extremas. O local tem 170 rios, mais de 400 lagos e 1.085 geleiras alpinas, incluindo a mais longa fora das regiões polares. Espécies florais do Sudoeste e da Ásia Central crescem no Parque e existem exemplares raros de aves e mamíferos em perigo de extinção a nível nacional, como o argali ou carneiro de Marco Polo, a onça ou leopardo-das-neves e o cabrito-siberiano. Abalado por frequentes terremotos, o parque, praticamente inalterado por atividades agrícolas e assentamentos humanos, oferece possibilidades excepcionais para estudar fenômenos ligados às placas tectônicas, como a subdução continental. (UNESCO/BPI) |                                               |

| O cervo báctrio (Cervus hanglu bactrianus), natural da região. | Florestas de tugais da Reserva Natural Tigrovaya Balka |
| O cervo báctrio (Cervus hanglu bactrianus), natural da região. | Bem natural inscrito em 2023. |
| O cervo báctrio (Cervus hanglu bactrianus), natural da região. | Localização: Khatlon |
| O cervo báctrio (Cervus hanglu bactrianus), natural da região. | Esta propriedade está situada entre os rios Vakhsh e Panj, no sudoeste do Tajiquistão. A reserva abriga os exntesivos ecossistemas de tugais, o deserto arenoso de Kasha-Kum, o Pico Buritau e as Montanhas de Hodja-Kaziyon. O bem é composto por uma série de terraços inundáveis cobertos de solos aluviais que compreendem florestas ribeiras de tugais com uma biodiversidade específica no vale. As florestas de tugais da reserva representam a floresta deste tipo espécifico de maior extensão e melhor preservação na Ásia Central e constituem o único local do mundo onde o ecossistema de tugai do álamo asiático foi conservado em seu estado original sobre uma superfície de tais dimensões. (UNESCO/BPI) |

| Ruínas de Panjakent, no antigo Corredor Zarafshan-Karakum. | Rotas da Seda: Corredor Zarafshan-Karakum |
| Ruínas de Panjakent, no antigo Corredor Zarafshan-Karakum. | Bem cultural inscrito em 2023. |
| Ruínas de Panjakent, no antigo Corredor Zarafshan-Karakum. | Localização: Sughd |
| Ruínas de Panjakent, no antigo Corredor Zarafshan-Karakum. | Este bem é compartilhado com: Turquemenistão e Uzbequistão. |
| Ruínas de Panjakent, no antigo Corredor Zarafshan-Karakum. | O Corredor Zarafshan-Karakum é uma seção significativa das Rotas da Seda na Ásia Central que interliga outras vias por todas as direções. Situado entre montanhas escarpadas, vales fluviais férteis e desertos inabitáveis, o correr de 866 quilômetros percorre de leste a oeste ao longo do rio Zeravshan e mais ao sudoeste seguindo os antigos caminhos de caravanas que cruzavam o Deserto de Karakum até o oásis de Merv. Canalizou grande parte do intercâmbio latitudinal ao longo das Rotas da Seda desde o século II a.C. até o século XVI de nossa era. Povos viajaram, residiram, conquistaram ou foram derrotados nesta área, convertendo-a em um crisol de etnias, culturas, religiões, ciências e tecnologias. (UNESCO/BPI) |

## Lista Indicativa
Em adição aos sítios inscritos na Lista do Patrimônio Mundial, os Estados-membros podem manter uma lista de sítios que pretendam nomear para a Lista de Patrimônio Mundial, sendo somente aceitas as candidaturas de locais que já constarem desta lista. Desde 2021, o Tajiquistão apresenta 17 locais na sua Lista Indicativa.